# 李商耕
李商耕（1548年—？），字莘聘，號任菴，四川成都府護衛籍華陽縣人，明朝政治人物。

## 生平
隆慶四年（1570年）庚午科四川鄉試第三十九名舉人，萬曆十一年（1583年）癸未科會試二百六十一名，第三甲第一百九十七名進士。兵部觀政，以父先芳年老請終養。二十年起升户部主事，監税德州。二十四年升员外郎，管象房草场，本年升郎中，管東官厅，二十五年擢官湖廣襄陽府知府，因礦稅被稅使陳奉誣陷，贬為两淮盐运司同知，毅然解組歸，襄阳人为立去思碑。

## 家族
曾祖李彥林，祖李惠，父李先芳，母明氏。严侍下。兄李虞耕。